# Buddhistische Ethik

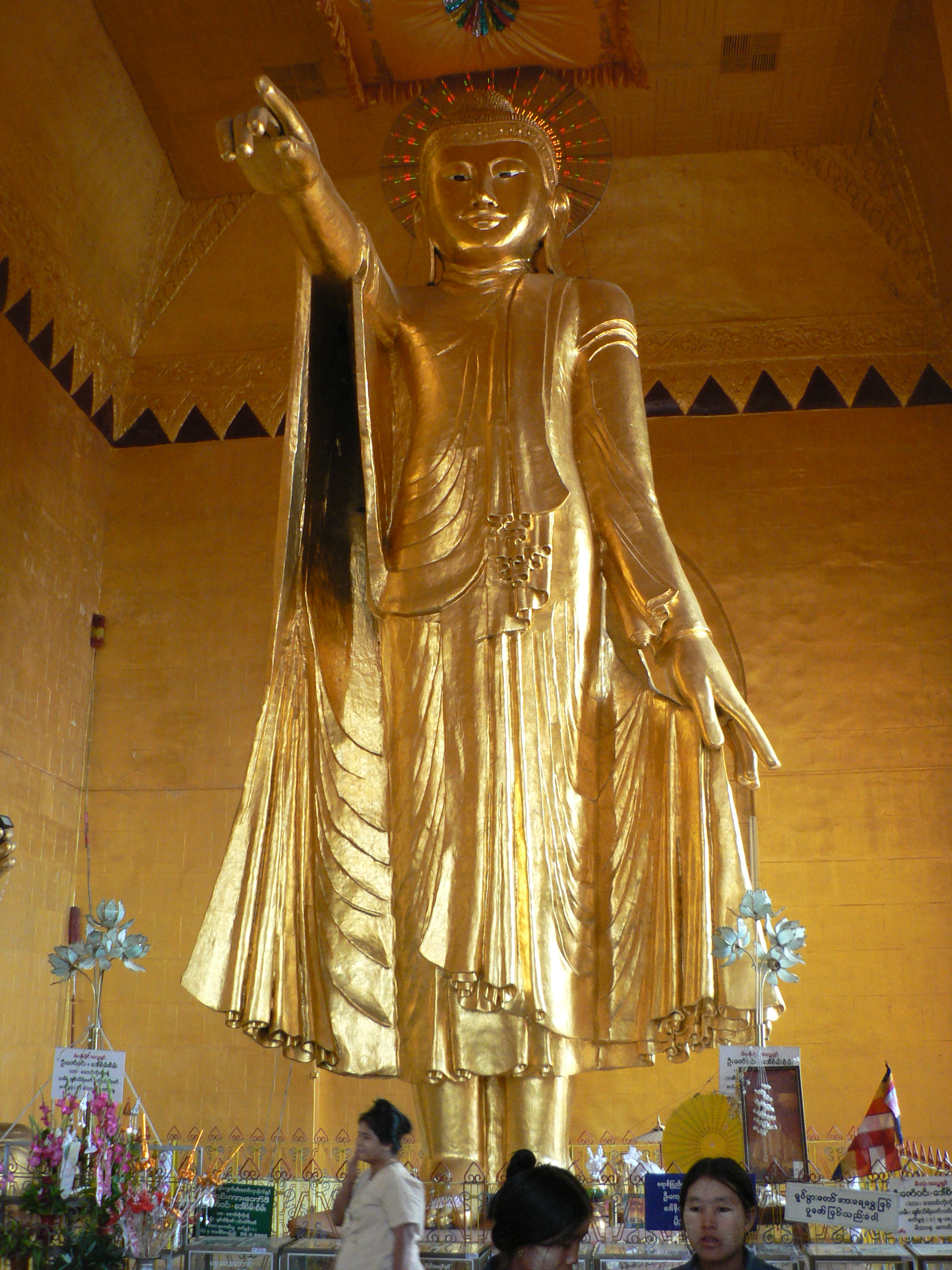
Buddha weist den Weg (Mandalay Hill).

Der Begriff Buddhistische Ethik fasst Sittlichkeitsregeln und moralische Leitlinien des Buddhismus zusammen. Der „Weg des Buddha“ (skt. Buddha-marga) versteht sich als praxisorientierte Anleitung zum Leben. Der höchste Wert und das Heilsziel des Buddhismus ist Erlösung (Nirwana). Buddhistische Ethik unterscheidet Verhaltensweisen, die auf dem Weg zum Heilsziel förderlich (kusala) oder hinderlich (akusala) sind.

## Autonome Ethik
Buddhistische Ethik ist ein Weg zur Selbsterlösung. Diese Vorstellung unterscheidet sich grundlegend von der christlichen Vorstellung der Erlösung durch die Gnade Gottes (Ausnahme bildet der sog. Amitabha-Buddhismus in Japan, nach welchem eine Selbsterlösung durch Meditation nicht möglich ist und dies allein durch die Gnade des transzendenten Buddha geschehen kann). Buddhistische Ethik als autonome Ethik bewertet Handlungsweisen nach ihrem Nutzen für das Erreichen des Heilsziels. Andere Religionen begründen ihre Werte heteronom in göttlichen Geboten, die bei Strafandrohung zu befolgen sind. Wegen dieses Unterschiedes wird immer wieder diskutiert, ob Buddhismus eine Religion oder eine Philosophie sei. Ein weiteres Anwendungsgebiet ist mit der Buddhistischen Wirtschaftslehre zu finden.
Im Gegensatz zu anderen Religionen wird in der buddhistischen Ethik weniger in absoluten, scharf abgegrenzten Kategorien wie richtig oder falsch, gut oder böse gesprochen. Stattdessen folgt die buddhistische Ethik der Karma-Lehre, die auf die natürlichen Folgen von Handlungen hinweist. So bedeutet der Begriff kusala, dass ein Verhalten heilsam, verdienstvoll oder dem Heilsziel förderlich ist. Der Gegenbegriff akusala bezeichnet unheilsames, schädigendes und dem Heilsziel hinderliches Verhalten.
Buddhistische Ethik legt großen Wert auf Geistesschulung. Buddha selbst und spätere Lehrer entwickelten Übungen, die dem Schüler auf dem Weg zum Heilsziel helfen sollen, dazu gehört insbesondere die Meditation. Aber auch das Bemühen um bestimmte innere Haltungen wie Mitgefühl (Karuna) gehört im buddhistischen Sprachgebrauch zu den „Übungen“.

## Grundlagen

Das Dharma-Rad symbolisiert den Edlen Achtfachen Pfad, die wichtigste Anleitung zur buddhistischen Ethik.

Ein Großteil der buddhistischen kanonischen Schriften enthält Lehrreden (Sutras) Buddhas und wichtiger buddhistischer Lehrer zur ethischen Schulung. Sie beschreiben zahlreiche Übungen und Übungswege, die alle zur Erlösung führen. Die verschiedenen Schulen und Systeme des Buddhismus unterscheiden sich in der Auswahl und Interpretation der Texte, sowie der Auswahl und Gewichtung einzelner Übungen.
Gemeinsame Grundlage aller buddhistischer Schulen – und damit der buddhistischen Ethik – sind die Vier Edlen Wahrheiten mit dem Edlen Achtfachen Pfad. Sie beschreiben das Heilsziel (Befreiung vom Leiden) und den Weg dorthin. Darüber hinaus gibt es verschiedene Zusammenfassungen wichtiger Elemente buddhistischer Lehre und Ethik, die von den meisten buddhistischen Schulen verwendet werden.
Der Begriff „Dreifache Übung“ fasst die drei übergeordneten Bereiche buddhistischer Ethik zusammen: Sittlichkeit (Sila), Sammlung (Samadhi) und Weisheit (Panna). Unter dem Stichwort „Paramita“ werden noch weitere Übungsbereiche erfasst, wie Freigebigkeit (Dāna) und liebevolle Güte (Metta).

### Sittlichkeitsregeln
Die Einhaltung der Fünf Silas (Pancasila) werden von Mönchen und Laienanhängern aller buddhistischen Schulen als erstrebenswert betrachtet, sind jedoch nicht verbindlich um Zuflucht in die Drei Juwelen zu nehmen:
1. Keine Lebewesen töten oder verletzen (Ahimsa).
2. Nichtgegebenes nicht nehmen.
3. Keine unheilsamen sexuellen Beziehungen pflegen und sich im rechten Umgang mit den Sinnen üben.
4. Nicht lügen oder unheilsam reden.
5. Sich nicht durch berauschende Mittel das Bewusstsein trüben.

Der Edle Achtfache Pfad verweist auf weitere Tugendregeln, die auch für Laien von Interesse sind, insbesondere zum Verhalten in Alltag und Beruf.
Buddhistische Mönche und Nonnen müssen sich den umfangreichen buddhistischen Ordensregeln unterwerfen.

### Übungen
Die Vier Erhabenen Verweilzustände (Brahmavihara) sind Übungen zu den Tugenden:
1. Güte (Metta)
2. Mitgefühl (Karuna)
3. Mitfreude (Mudita)
4. Gleichmut (Upekkhā)

## Diskussion
Eine Besonderheit der Ethik des Zen-Buddhismus ist die Situationsethik.
Achtsamkeit (sati) ist als „rechte Achtsamkeit“ (samma siti) das 7. Glied des Edlen Achtfachen Pfades und damit eine der grundlegenden anzustrebenden Qualitäten. Achtsamkeit ist möglichst unter allen Lebensumständen zu bewahren. Aus dem hohen Stellenwert eines achtsamen und wachen Geistes leitet sich das Verbot berauschender Mittel ab (5. Sila).
Güte (Metta) ist eine tätige, selbstlose, nicht besitzergreifende Form der Liebe, die das Wohlergehen aller fühlenden Wesen anstrebt (vgl. Altruismus). Güte ist Ausdruck von Mitgefühl (Karuna), einer Kardinaltugend buddhistischer Ethik (vgl. christliche Nächstenliebe).
Feindesliebe, Friedfertigkeit und Gewaltlosigkeit werden allgemein als erstrebenswert betrachtet. An mehreren Stellen, wie etwa dem 1. Sila, fordert Buddha seine Anhänger auf, andere fühlende Wesen nicht zu schädigen (Ahimsa). Der Engagierte Buddhismus setzt sich auch auf politischer Ebene für diese Werte ein.